# Anthaxia tarsalis
Anthaxia tarsalis är en skalbaggsart som beskrevs av Barr 1971. Anthaxia tarsalis ingår i släktet Anthaxia och familjen praktbaggar. Inga underarter finns listade i Catalogue of Life.